# Casa dos Azulejos (Amarante)
A Casa dos Azulejos é uma edificação construída em 1870 por Alves Noronha. Nesta residência nasceu Dr. Dirceu Mendes Arcoverde, médico e político piauiense, eleito governador do Piauí em 1974.
A residência está tombada pela Fundação Cultural do Piauí - FUNDAC por meio da resolução nº 6.774, de 21/07/1986.
No dia 04 de janeiro de 2021, a casa sofreu um desabamento parcial do beiral do telhado, o casal proprietário do imóvel, Luís Augusto e Irismar Vilarinho afirmaram que o edifício apresenta problemas estruturais.

## Arquitetura
Seu nome vem dos azulejos que revestem a fachada principal e lateral da edificação. Os azulejos foram trazidos da Inglaterra pela firma Pinto Leite e Sobrinho e colocadas somente em 1880.
Possui planta característica da habitação piauiense, denominada morada inteira, caracterizada pela fachada principal, normalmente situada no alinhamento da rua, apresenta quatro ou mais janelas, simetricamente dispostas em relação à porta de entrada. As paredes de adobe cru possuem estrutura de autoportante, o telhado é constituída por linhas de aroeira e pau d’arco, caibros e ripas de carnaúba, as portas são em cedro e possuem desenho em forma de ogiva.